# Kazaški Kanat
Kazaški Kanat (kaz. Қазақ Хандығы, Qazaq Handyǵy, قازاق حاندىعى‎) bio je nasljednik Zlatne Horde. Postojao je od 15. do 19. stoljeća, smješten uglavnom na teritoriju današnje Republike Kazahstan. 
Nastanak Kazaškoga Kanata započeo je 1459. godine, kada je nekoliko uzbekistanskih plemena mongolskoga podrijetla nezadovoljnih vladavinom Abul-Kajra, na čelu s dva sina Barak kana, Janibekom i Kerejom, prebjeglo iz Uzbečkoga Kanata u događaju poznatom kao Velika seoba. Dva brata predvodili su nomade prema Mogulistanu, na kraju se naselivši i uspostavivši nezavisnu državu. Kan Mogulistana ujedinio se s njima nudeći im podršku protiv njihovih protivnika. Oko 200 000 nomada pridružilo se pokretu Janibeka i Kerej kana, koji je imao ogromnu moć i utjecaj, što je izazvalo zabrinutost Abul-Kajra. Novi kanat ubrzo je postao zaštitna država između Mogulistana i Uzbečkoga Kanata. Iako se Janibek i Kerej kan smatraju vladarima osnivačima Kazaškoga Kanata, Janibek kan je taj koji je u početku imao veći dio moći i kasnije postao jedini vladar. 
Na svome vrhuncu, Kazaški Kanat proširio je svoj teritorij na istočnu Kumaniju (današnji Zapadni Kazahstan), na veći dio Uzbekistana, Karakalpakstan i rijeku Sir-Darja s vojnom konfrontacijom sve do Astrahana i pokrajine Horasan, koji su danas u Rusiji i Iranu. 
Kanat je pružao potporu ropstvu i provodio provale u susjedne zemlje Rusije i Srednje Azije, a kasnije je oslabljen nizom invazija Ojrata i Džungara. To je rezultiralo propadanjem i daljnjim raspadom na tri žuza, koji su postupno izgubili suverenost i bili su pripojeni rastućem Ruskome Carstvu. Osnivanje Kazaškoga Kanata označilo je početak kazahstanske državnosti, čija je 550. godišnjica proslavljena 2015. godine.